# Capsicum chinense
Capsicum chinense или Перец китайский — вид рода капсикум из семейства паслёновых (Solanaceae). Впервые растение было описано как Capsicum angulosum в книге Филипа Миллера «The Gardeners Dictionary» в 1768 году, а Николаус фон Жакин дал ему название Capsicum chinense. Поскольку он получил свой первый экземпляр от китайского дилера, ошибочно предположил, что перец пришёл из Китая. Однако растение не азиатского происхождения, а родом из Южной Америки. К этому виду относятся самые острые сорта перца, такие как Хабанеро, Тринидадский скорпион, Каролинский жнец, Призрачный перец и прочие. Но при этом существуют слабо острые или вообще не острые сорта такие как Trinidad perfume, Biquinho, Habanada и другие.

## Описание

### Растение
Как и в случае с другими культивируемыми видами Capsicum, внутри вида Capsicum chinense возникла большая изменчивость в результате одомашнивания и связанного с этим длительного отбора. Обычно растение этого вида имеет высоту от 45 до 75 см, побеги сильно разветвляются и образуют вторичные побеги, что придаёт растению широкий густой вид. Листья от светло-до тёмно-зелёного цвета, яйцевидные или ланцетно-яйцевидные, в длину достигают 10,5 см. Листья часто выглядят морщинистыми, что вызвано более быстрым ростом поверхности листа по сравнению с жилками листа. И листья, и побеги преимущественно безволосые, с короткими густыми волосками встречаются редко.

### Цветение
Цветки в узлах побегов обычно появляются группами от трёх до пяти, на слабых растениях цветков меньше, но обычно больше. Они стоят под наклоном по диагонали, редко вертикально, которые в фазе цветения относительно короткие и толстые. Почти радиально-симметричные цветки обычно пятилепестковые. Зеленовато-жёлтые, реже чисто-белые лепестки от 0,5 до 1 см длиной, по краю не имеют пятен. Доли цветов не раскидистые, обычно с хорошо заметными изогнутыми складками, иногда имеют удлинённую форму без складок. Тычинки почти во всех случаях сине-фиолетовые, но есть и разновидности с жёлтыми тычинками. Чашечка едва зазубрена и имеет кольцевидное утолщение на цветоножке.

### Плоды
Большое разнообразие видов можно увидеть и в разнообразии плодов. В то время как у диких форм обычно есть маленькие, круглые и гладкие плоды, как и у других диких стручковых перцев, плоды большинства культурных форм имеют морщинистую форму, лишь изредка они имеют классическую форму с длинным остриём перца. Длина плодов колеблется от 1 до 12 см. Самая известная форма плода — форма хабанеро, кончик которой приплюснут или утоплен и немного длиннее своей ширины. Другие формы плодов — это более плоские плоды в форме Scotch Bonnet, заострённые или продолговатые плоды в форме фонаря. Незрелые плоды могут быть от светло-до тёмно-зелёного цвета, цвет спелых плодов варьируется от бледно-жёлтого, оранжевого, лососёвого до ярко-красного и темно-шоколадно-коричневого. Семена обычно имеют волнистый край, лишь в редких случаях он бывает гладким.

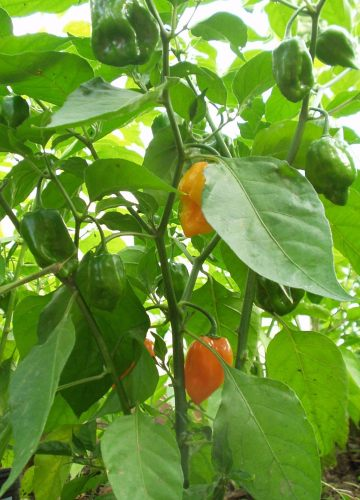
Растение Habanero
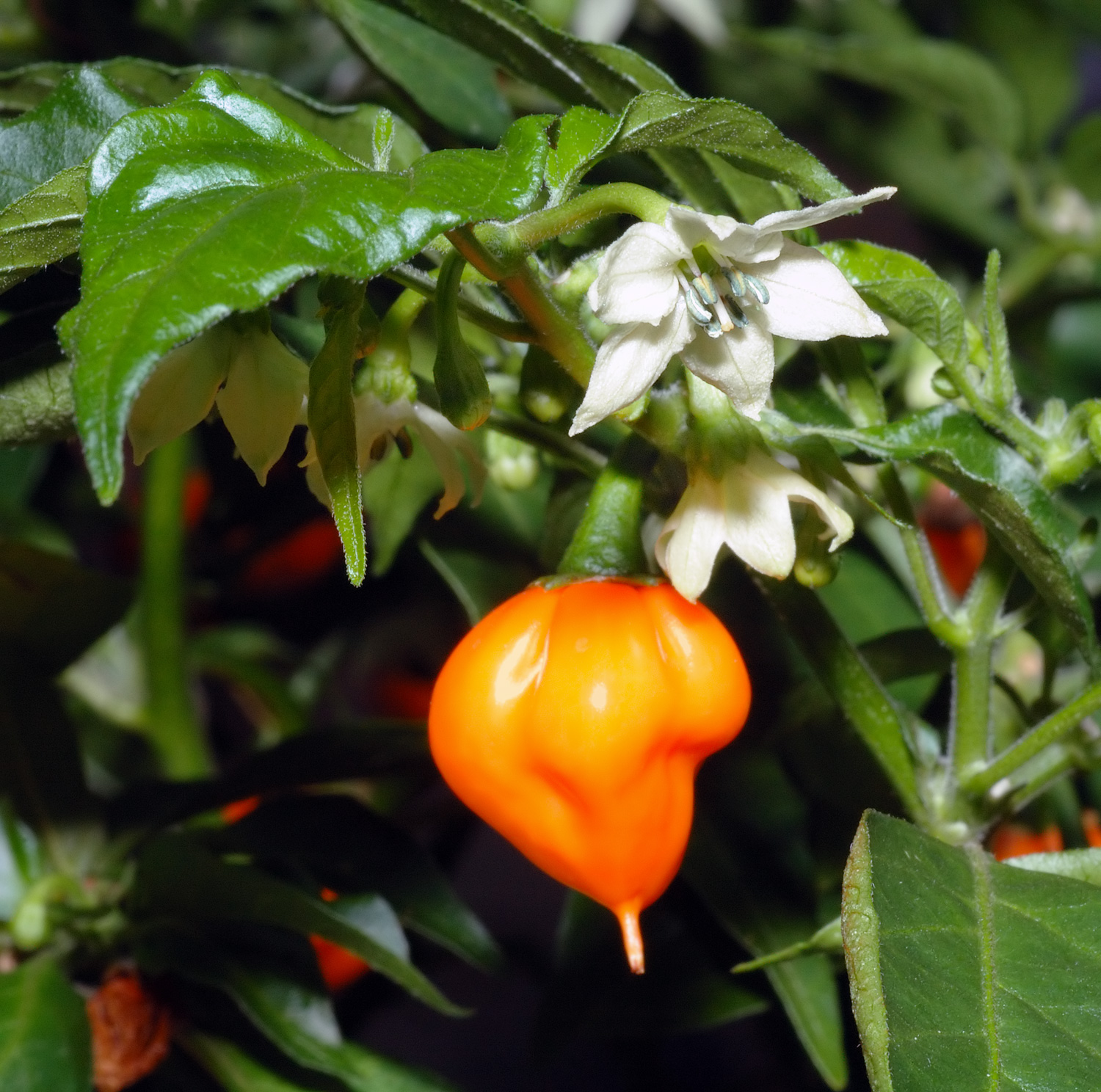
Плод Habanero с цветками
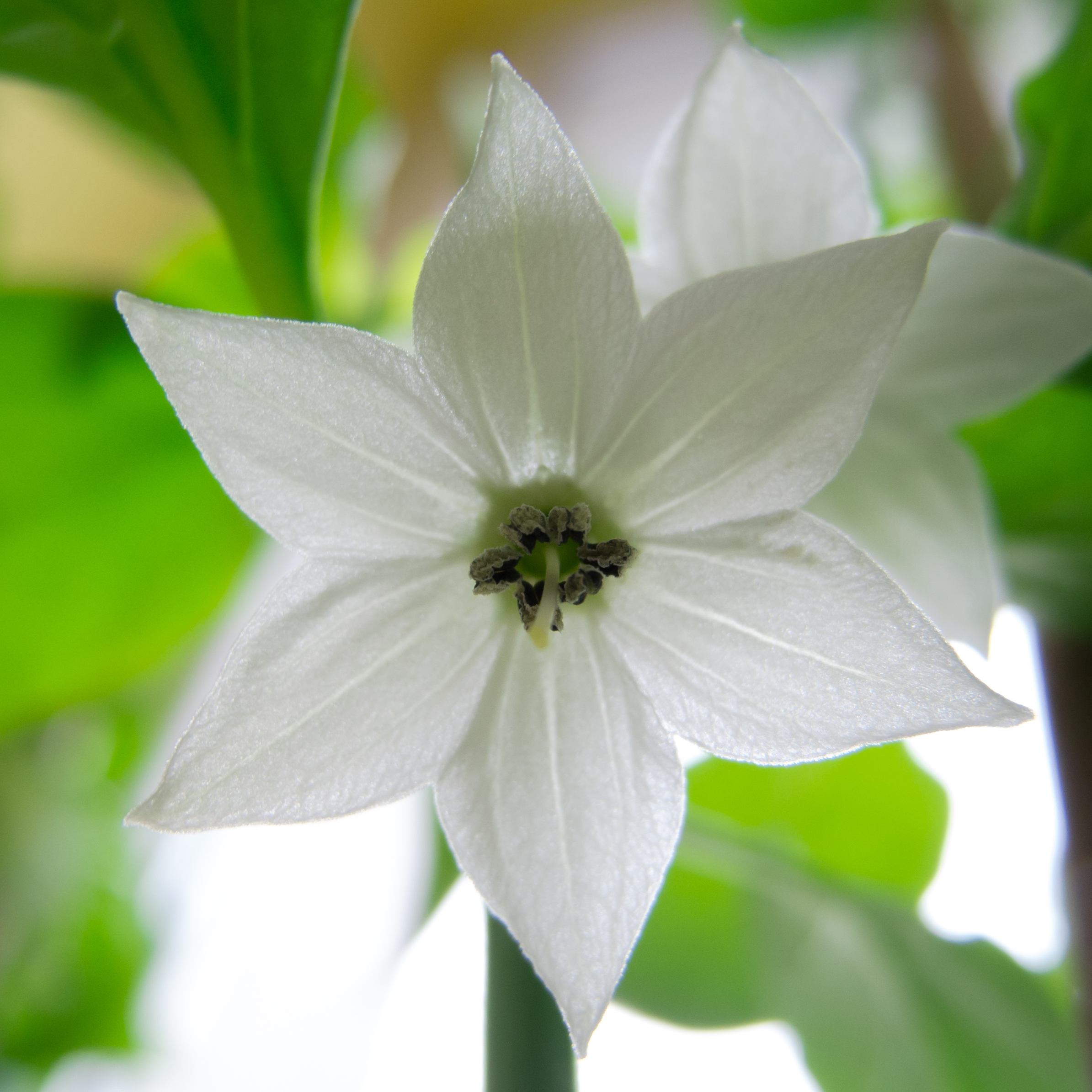
Цветок Bhut jolokia
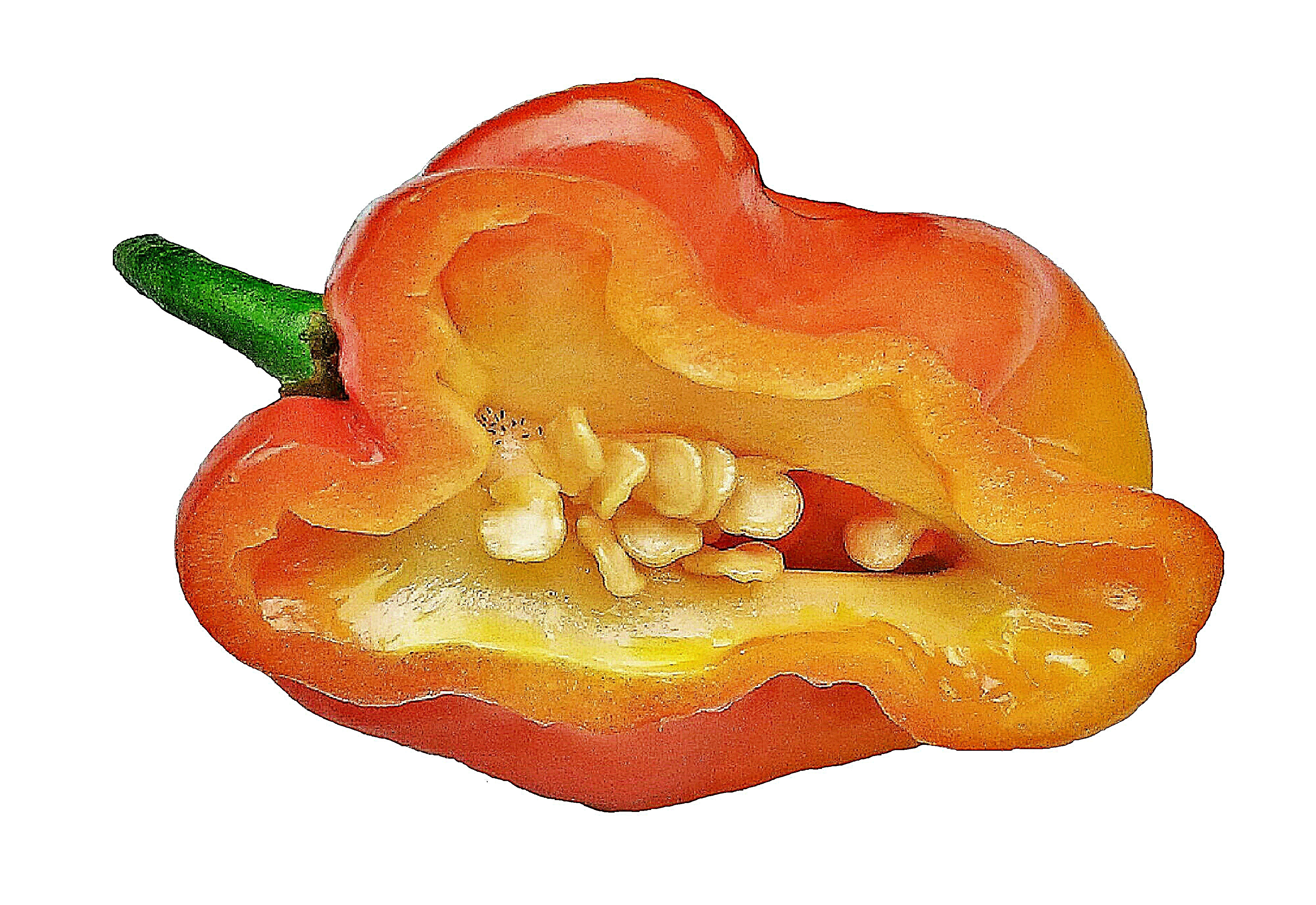
Habanero в разрезе
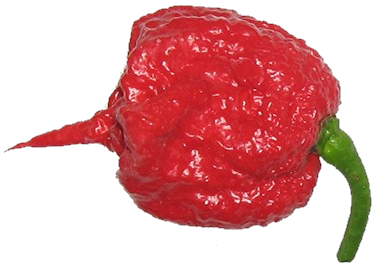
Плод Carolina reaper

## Таксономия
Вероятно, первое полное описание этого вида принадлежит Николаусу Йозефу фон Жакину, который упоминает его в 1776 году в своей работе «Hortus botanicus Vindobonensis». Его иллюстрация растения показывает только два цветка в узле побега, однако все остальные характеристики согласуются с растениями, которые сегодня учитываются для вида. Долгое время самостоятельность вида не признавалась, систематика культурных видов рода Capsicum (перец) часто обсуждалась и изменялась. Классификация, установленная Х. С. Айришем в 1898 году, признаёт только виды Capsicum annuum и Capsicum frutescens, описанные Линнем, и относит все культурные перцы к этим видам. В 1923 году Л. Х. Бейли сократил все возделываемые перцы до одного вида Capsicum frutescens. Хотя вскоре было достигнуто соглашение о статусе вида (хотя и не по номенклатуре) Capsicum annuum, Capsicum baccatum, Capsicum frutescens и Capsicum pubescens, только в 1957 году Смит и Хайзер подтвердили независимость Capsicum chinense (как Capsicum sinense).

### Синонимы
- Capsicum sinense Murray
- Capsicum toxicarium Poepp. ex Fingerh.

## В культуре
Capsicum chinense — единственный из культивируемых видов Capsicum, который преимущественно растёт во влажном тропическом климате. Вид, вероятно, является родным для Перу, но растёт только в небольшой части страны по климатическим причинам. Таким образом, два вида Capsicum baccatum и Capsicum pubescens играют гораздо большую роль в перуанской кухне. Большинство разновидностей Capsicum chinense сегодня встречается в Карибском бассейне, где Capsicum chinense является наиболее часто выращиваемым сортом перца. Примерами могут служить красный Scotch Bonnet с Ямайки, оранжевый Habanero с Кубы (в настоящее время выращиваемый в основном на Юкатане) и Madame Jeanette с Гаити. Есть также некоторые традиционные разновидности, такие как Datil из Флориды и Adjuma из Суринама в районах Северной, Центральной и Южной Америки, граничащих с Карибским морем. Селекцией занимается Чилийский институт перца Государственного университета Нью-Мексико в Лас-Крусесе в американском штате Нью-Мексико; Ежегодный фестиваль чили проводится в Хатче, штат Нью-Мексико. Такие сорта, как Бхут Джолокия и Тринидад Моруга Скорпион, также выращиваются в Хатче. Острый перец Capsicum chinense также можно найти в тропической Африке, куда его завезли вернувшиеся рабы, например жёлтый Fatalii. Напротив, в Азии очень мало разновидностей Capsicum chinense. Один из них — Нага Морич из Бангладеш.